# بورثوود
بورثوود (بالإنجليزية: Borthwood)‏ هو نجع على جزيرة وايت، بجوار أيكة بورثوود، وهي غابة التراث القومي. تضمن بورثوود بعض المنازل الريفية لقضاء العطلات وتربية الحيوانات الأليفة. في تعداد عام 2011، حدد مكتب البريد أن سكان قرية هاملت أدرجوا في الأبرشية المدنية لنيو تشيرتش، جزيرة وايت.
كانت بورثوود موقع عمليات صنع الطوب في الماضي.